# Doll Man

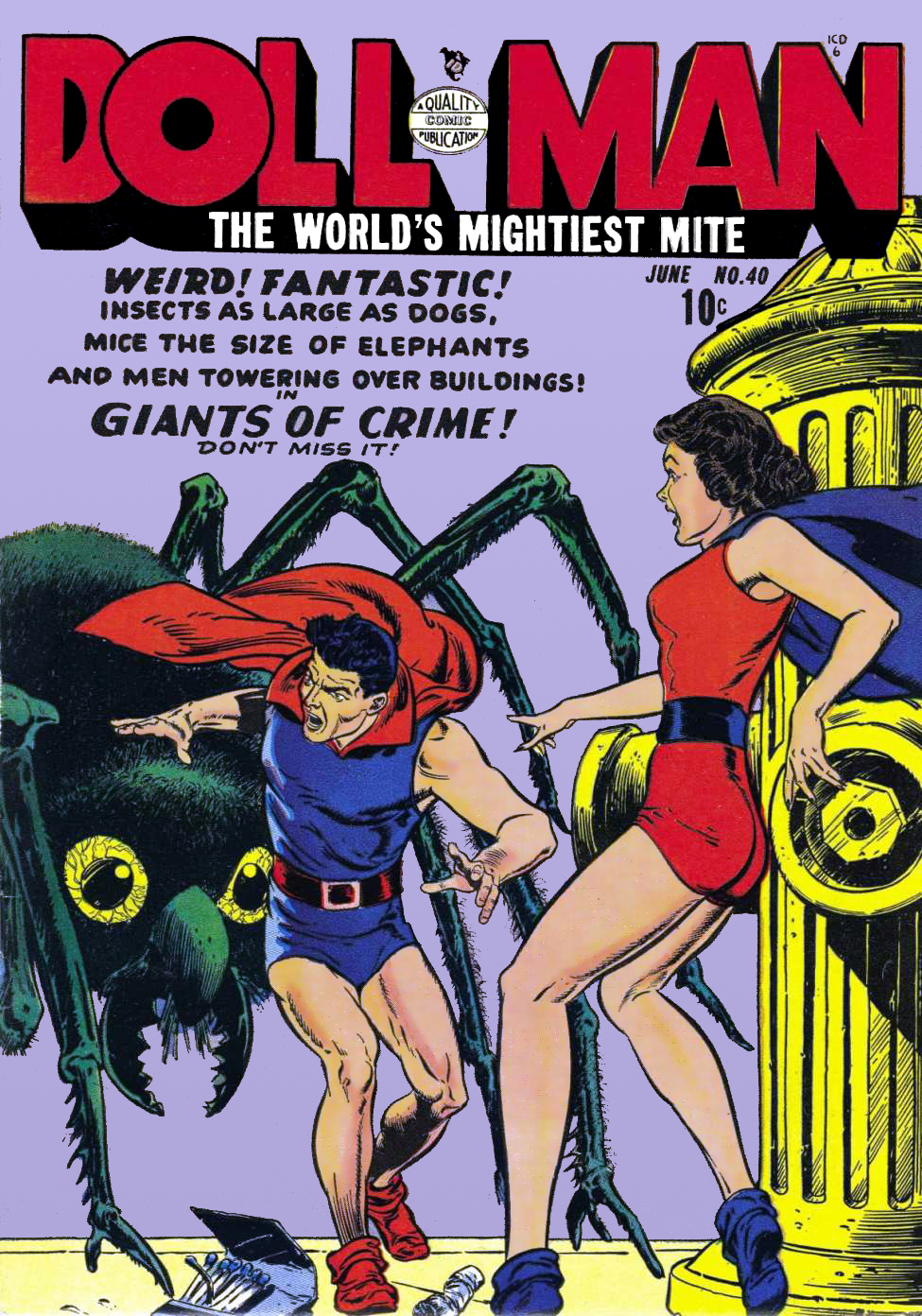
Couverture de Dollman, volume 1, numero 40, Juin 1952, publié par Quality Comics.

Doll Man (« l'homme poupée ») est un personnage de fiction créé par l'auteur de bande dessinée américain Will Eisner. 
Ce super-héros dont le super-pouvoir est de réduire sa taille à une quinzaine de centimètres tout en gardant la force d'un homme puissant de taille normale a pour identité civile le chimiste Darrel Dane. Apparu dans Feature Comics no 27, un comic book publié par Quality Comics, il a bénéficié de sa propre publication trimestrielle de 1941 à 1953.
Racheté par DC Comics avec le reste du catalogue de Quality Comics en 1956, Doll Man est réutilisé dans diverses histoires à partir de 1973. En 2006, DC propose un nouveau Doll Man, l'agent gouvernemental Lester Colt. En 2012, DC introduit un autre Doll Man, l'inventeur Dane Maxwell.